# 232 U 1
La 2-232 U 1 est une locomotive à vapeur française de type Hudson.
Elle fait partie d'un programme de nouvelles machines, conçu pour la Compagnie des chemins de fer du Nord, mais retardé par le déclenchement de la Seconde Guerre mondiale. Sa conception particulière la distingue dans la petite série des machines livrées, ce qui fait d'elle un modèle unique.
Livrée en 1949, elle est retirée du service en 1961, et conservée après restauration à la Cité du train de Mulhouse.

## Genèse
Surnommée « la Divine », cette machine qui est restée unique aurait dû se nommer 2-232 R 4. En effet, elle faisait partie d'un lot de huit machines étudiées par la Compagnie du chemin de fer du Nord en 1935 et commandées à l'OCEM sous la direction de Marc de Caso. Mais, à la suite de la création de la SNCF, c'est la division des études des locomotives (DEL) qui reprend en charge l'aboutissement du projet, retardé par les événements de la Seconde Guerre mondiale. Ainsi, seules sept machines furent livrées entre 1940 et 1941 : les 2-232 R 1 à 3 et les 2-232 S 1 à 4. Elles ne différaient que par la conception du moteur, à simple expansion pour les 232 R et à double expansion (ou compound) pour les 232 S. Ces machines étaient prévues pour remorquer des charges de 200 à 500 t à des vitesses comprises entre 160 et 200 km/h.

## Description
Les ateliers de la SACM situés à Illkirch-Graffenstaden ne purent terminer la 2-232 R 4 car la commande de 1938 fut interrompue par l'invasion allemande. À la Libération, et après qu'il a été prévu de livrer la 2-232 R 4 équipée d'une turbine à vapeur Ljungström (en) sous le type 2-232 T, la société Corpet-Louvet sise à la Courneuve se chargea de terminer la construction en modifiant le moteur en compound à quatre cylindres. On passa d'une distribution par soupapes à cames rotatives système « Dabeg » à une distribution classique à tiroirs système « Walschaerts ». De plus, la conception des boîtes d'essieux moteurs fut revue par la mise en place de roulements. La chaudière est approvisionnée en charbon par un chargeur mécanique stoker de type « HT 1 » et alimentée en eau grâce à deux injecteurs « Thermix ZCV 10 », complétés d'une  pompe ACFI à réchauffeur.

## Utilisation et service

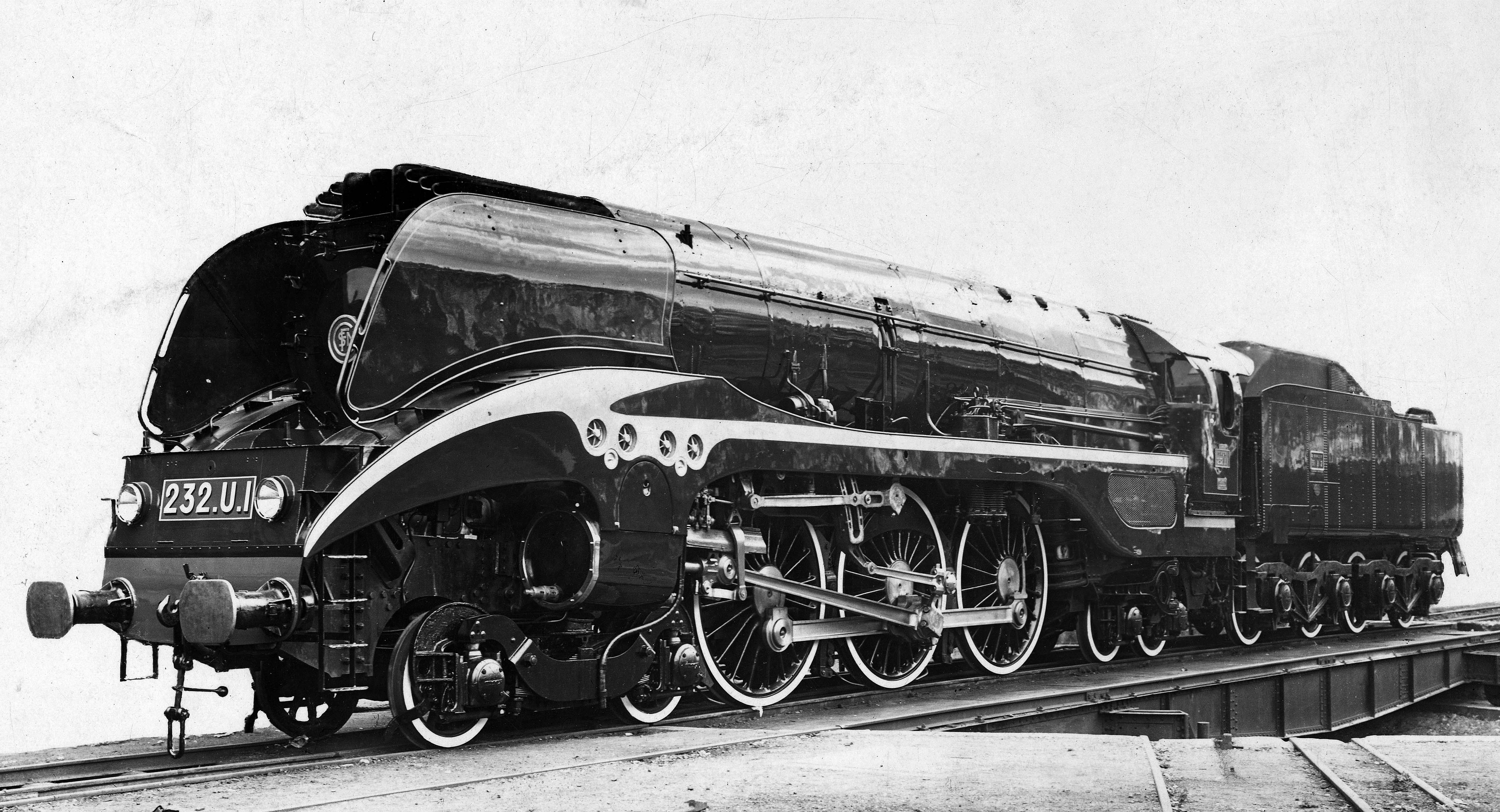
La 232 U 1 à sa sortie des ateliers en mai 1949 à La Courneuve

Sortie des ateliers Corpet-Louvet à La Courneuve et livrée en mai 1949 à la  SNCF, elle est mise en service la même année. Elle fut affectée au seul dépôt de La Chapelle en compagnie des sept autres 232. Capable de développer une puissance de 4 000 ch et d'une vitesse maximale en service de 140 km/h cette machine ne fit cependant qu'une courte carrière à la SNCF. Sa radiation fut en effet prononcée le 30 septembre 1961 après treize ans de bons et loyaux services sur les lignes Paris-Lille et Paris-Aulnoye (Jeumont) . Comme ses consœurs et à l'inverse de certains types, il n'y eut pas de réemploi sur d'autres lignes ou d'autres régions. Cela tient à la très forte charge par essieu moteur qui atteignait 23 t.

## Tenders
Le tender accouplé était le même pour les huit machines. Originellement, Marc de Caso avait prévu des tenders carénés de capacité supérieure à 40 m3 et à bogies à trois essieux, mais la longueur totale avec la machine aurait été trop importante pour les ponts tournants des dépôts. Finalement elles furent équipées de tenders très proches du modèle 34 P, les 2-36 B 1 à 9 qui pouvaient contenir 36 m3 d'eau et 11,5 t de charbon.

## Caractéristiques
Machine :
- Surface de grille : 5,175 m2
- Surface de chauffe : 195 m2
- Surface de surchauffe : 87,42 m2
- Nombre d'éléments : 170 (chauffe), 33 (surchauffe)
- Nombre de cylindres : 2 BP et 2 HP
- Diamètre cylindres HP : 446 mm
- Course pistons HP : 700 mm
- Diamètre cylindres BP : 680 mm
- Course pistons BP : 700 mm
- Pression de la chaudière : 20 bar
- Diamètre des roues motrices : 2 000 mm
- Diamètre des roues des bissels avant et arrière : 970 mm
- Masse à vide : 118,7 tonnes
- Masse en ordre de marche : 129 tonnes
- Masse adhérente : 69 tonnes
- Longueur hors tout de la locomotive seule : 15,705 m
- Puissance maximale indiquée : 2 942 kW[4],[5]; la machine n'ayant jamais été testée à son maximum, nous ne connaissons pas précisément la puissance maximale
- Puissance maximale au crochet du tender : 2 076 kW à 120 km/h
- Effort de traction maximal : 209 KN
- Vitesse maxi en service : 140 km/h
- Livrée vert 306 filets rouges

Tender :
- Tare du tender : 36,9 tonnes
- Capacité en eau : 36 m3
- Capacité en charbon : 11,5 tonnes
- Masse du tender en ordre de marche : 84,4 t
- Longueur du tender : 9,925 m

Machine attelée au tender :
- Masse totale :  213,4 t
- Longueur totale : 25,63 m

Remarque :
Le bandeau décoratif blanc au-dessus des roues représente un cygne stylisé. Il a été apposé par Marc de Caso qui était conscient que l'avenir n'appartenait plus aux machines à vapeur malgré les potentialités non encore exploitées de cette technologie.

## Postérité
Entre 1973 et 1976, cette machine unique est restaurée aux ateliers de Thouars. Elle est désormais conservée à la Cité du train de Mulhouse.
Elle est également visible dans l'une des scènes du film Drôle de Frimousse, où Audrey Hepburn pose devant elle. Le film fut tourné en 1956.
Les marques de modélisme ferroviaire Jouef, Metropolitan et Fulgurex et surtout JEP (entreprise), ont commercialisé des modèles réduits motorisés de cette machine, à l'échelle HO.
La marque Southern Steam Trains commercialise un modèle à vapeur vive à l'échelle 1.